# Omomiłek czerwonawy
Omomiłek czerwonawy (Cantharis pellucida) – gatunek chrząszcza z rodziny omomiłkowatych i podrodziny Cantharinae.

## Taksonomia
Gatunek ten opisany został po raz pierwszy w 1792 roku przez Johana Christiana Fabriciusa.

## Morfologia
Chrząszcz o wydłużonym ciele długości od 10 do 13,5 mm, w zarysie smuklejszym niż u omomiłka wiejskiego i szarego. Głowę ma przed oczami pomarańczową, a za oczami czarną; bardzo rzadko trafiają się osobniki z czerwonożółtymi skroniami. Przedplecze jest szersze niż dłuższe, o wypukłej krawędzi przedniej, zaokrąglonych kątach przednich, bardzo słabo zaokrąglonych brzegach bocznych i niewystających kątach tylnych. Ubarwienie ma zwykle pomarańczowoczerwone, rzadko występuje na nim czarna plamka. Pokrywy są czarne, u świeżych okazów czasem ze słabym  niebieskim odcieniem, w barkach szersze od przedplecza, porośnięte jednorodnym owłosieniem. Uda są pomarańczowoczerwone, bardzo rzadko bywają przyciemnione. Golenie i stopy przedniej pary są pomarańczowe, rzadko przyciemnione. Golenie i stopy pary środkowej bywają pomarańczowe lub ciemne. Golenie i stopy pary tylnej są zwykle ciemne, a rzadko pomarańczowe.

## Ekologia i występowanie

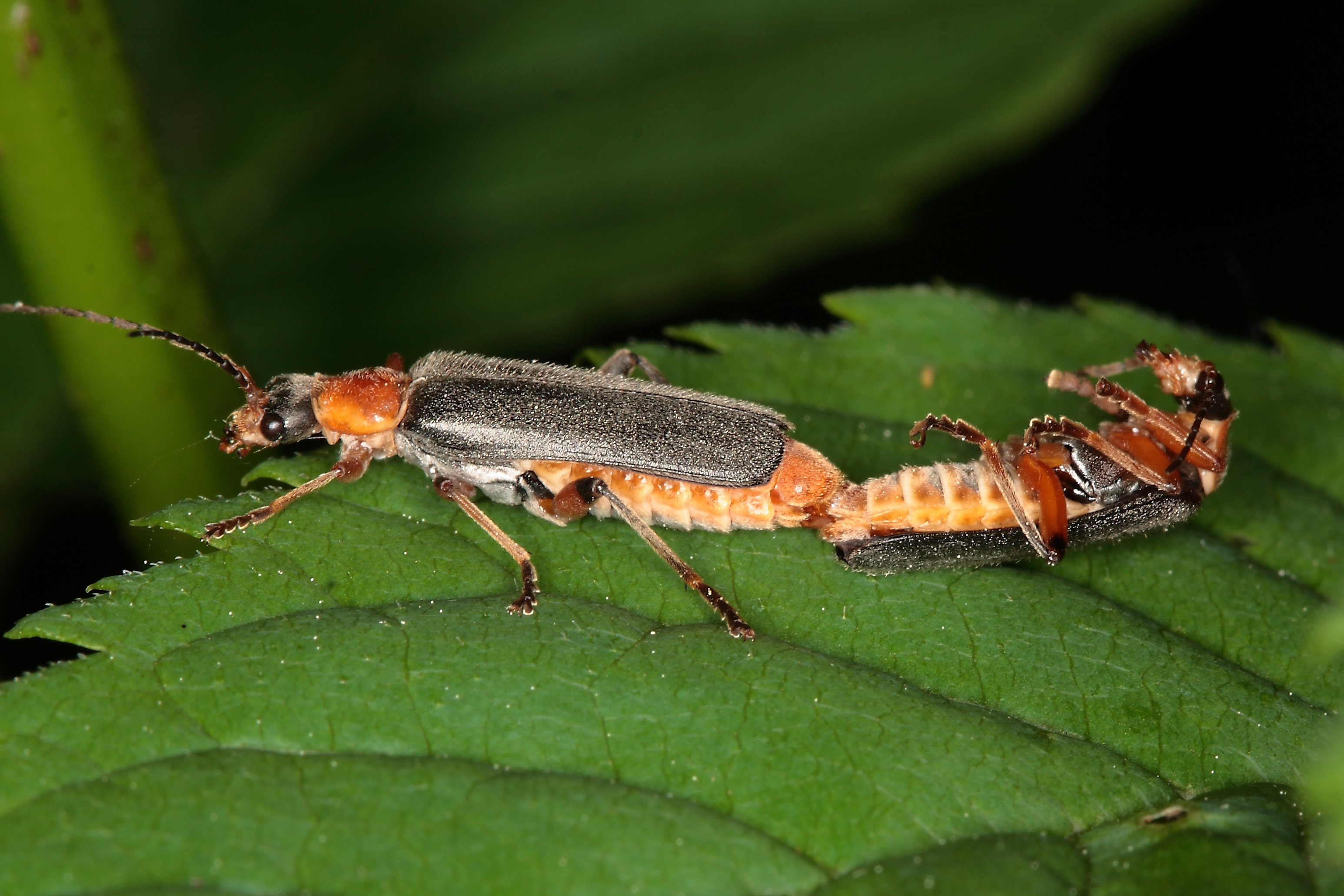
Kopulująca parka

Owad eurytopowy, najczęstszy na pobrzeżach lasów, polanach, w śródpolnych zagajnikach i parkach, rozmieszczony od nizin po regiel dolny. Osobniki dorosłe obserwuje się od kwietnia do sierpnia, ze szczytem pojawu w maju i czerwcu. Żerują na pyłku, nektarze oraz żywych i martwych owadach.
Gatunek zachodniopalearktyczny. W Europie znany jest z Irlandii, Wielkiej Brytanii, Francji, Belgii, Niemiec, Austrii, Włoch, Danii, Finlandii, Estonii, Litwy, Polski, Czech, Słowacji, Węgier, Białorusi, Ukrainy, Bośni i Hercegowiny, Serbii, Czarnogóry, Albanii, Bułgarii oraz europejskiej części Rosji. Dalej na wschód występuje w obwodzie tomskim i obwodzie tiumeńskim na zachodzie Syberii. Północna granica zasięgu osiąga 64° szerokości geograficznej.